# Glencree
Le Glencree (en irlandais : Gleann Crí) est un glen d'Irlande situé dans les montagnes de Wicklow. La vallée est fermée à l'ouest par Kippure et bordée au sud par War Hill et Djouce. Elle débouche sur le village d'Enniskerry.